# Schwingungen
Schwingungen este al doilea album al trupei de Krautrock, Ash Ra Tempel. A fost lansat în 1972 prin Ohr Records. A fost reeditat de trei ori, cel mai recent în 2004 de Arcangelo Records. 

## Tracklist
1. "Light: Look at your Sun" (6:34)
2. "Darkness:Flowers Must Die" (12:22)
3. "Suche & Liebe" (19:23)

- Toate melodiile au fost scrise de Hartmut Enke.

## Componență
- Hartmut Enke - chitară, bas, electronice
- Manuel Göttsching - chitară, orgă, electronice

cu
- Uli Popp - bongos, altele (echipament)
- Wolfgang Müller - baterie, vibrafon
- Dieter Dierks - inginer de sunet
- Matthias Wehler - saxofon
- John L. - voce, percuție